# Aktiebolaget Falu metallextraktionsverk
Aktiebolaget Falu metallextraktionsverks bolagsordning godkändes 24 mars 1883 av Kungl Majt efter ansökan av Lars Erik  Boman, Carl Gustaf Särnström och Th Anderson.  Man övertog de lokaler som Falu Glasbruk tidigare ägt i Falun. Wilhelmson skriver i sin artikel “Det var utsocknes, troligen stockholmare, som övertog de ledigblivna lokalerna efter glasbruket“. Det var inte helt korrekt,. Lars Erik Boman  och Carl Gustaf Särnström som undertecknat ansökan hade båda bott i Falun.

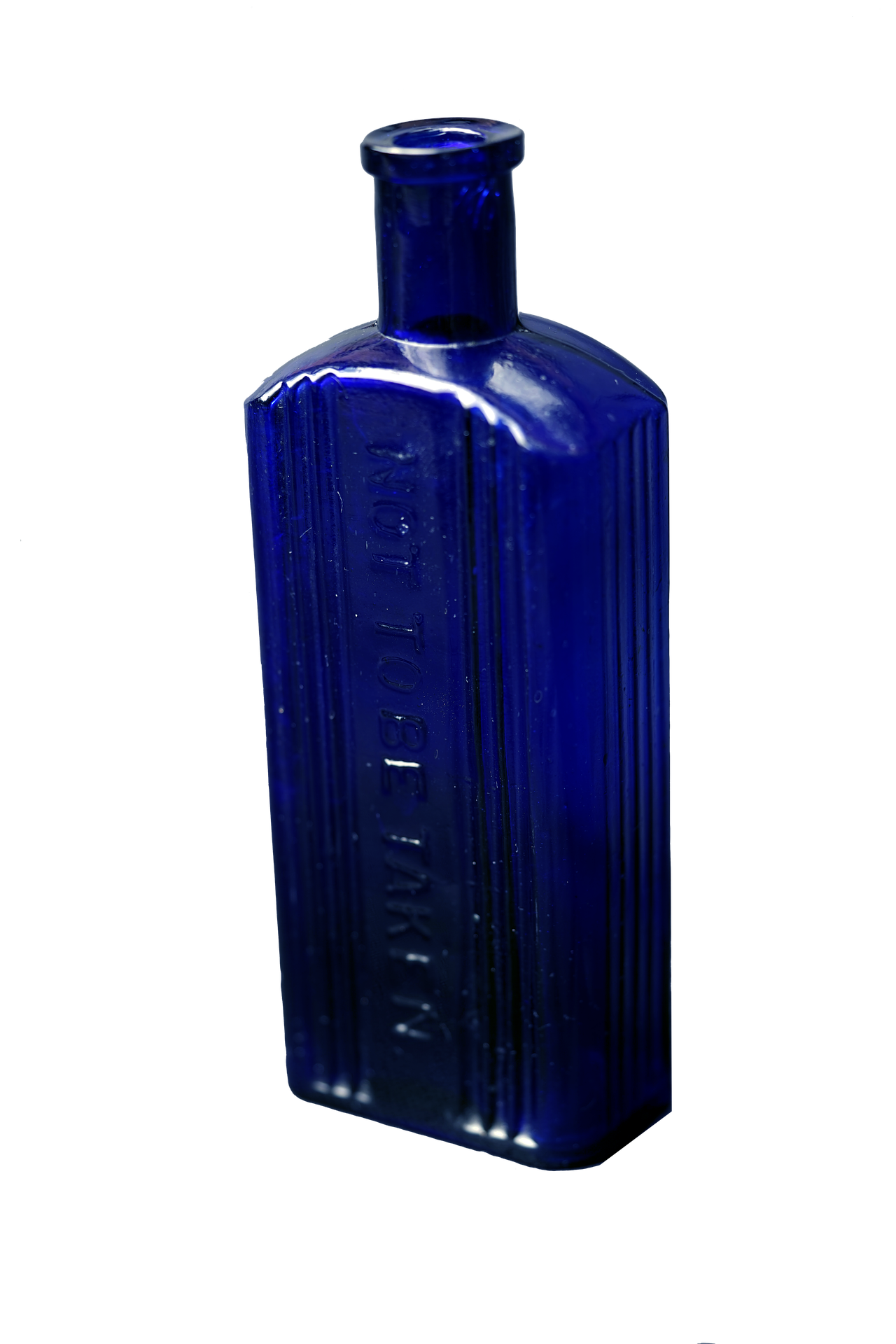
Koboltblå flaska

Särnström hade utvecklat en process för att utvinna koboltoxid ur nasar. Nasar var de metallklumpar som bildades i botten på de gamla smälthyttorna runt Falu gruva och som bara dumpades. Det fanns till en början mycket råvara att tillgå runt de tidigare smälthyttorna men man köpte också nas från Åtvidaberg, Fögfors och Insjön. Så här beskrevs processen för koboltutvinning. “Nasarna kokades i 14 dagar med ånga i svavelsyra till det blev ett slam. Detta fördes med en hävert till ett kar. Grova delar avskiljdes. Slammet trycktes med injektor till stora kar på tredje våningen. Där tillsattes fällningskemikalier. Efter omrörning fick lösningen stå 12 timmar. Klarvattnet tappades till Tisken. Restslammet tappades med bottenkran till tvätteriet där det tvättades med vatten. Därefter skedde en filtrering i stora kar där blaggarnslakan låg på rundvirke i botten. Den kvarvarande produkten kallades för blacka. Denna torkades nu i en ugn. Den torkade blackan maldes i en handkvarn och brändes i en ugn. Den löstes upp i ett kar där kristalliserad soda tillsattes. Härvid utfälldes järnet. Efter ny filtrering fick man en skär massa. När denna torkades blev den gråsvart. Denna tvättades och torkades ånyo. I koboltkammaren kavlades och siktades pulvret. Det packades i plåtburkar om 1-5 kg.”. I folkmun kallades platsen där tillverkningen skedde ”Lortkokä”.  Avfallet från tillverkningen var en svart och illaluktande massa, innehållande svavelväte. På grund av klagomål från de kringboende flyttades verksamheten från sin ursprungliga plats ett stycke längre bort från staden. . Brist på råvara i form nas och en misslyckad omställning till att använda malm från Norge gjorde att verksamheten lades ner under tidigt 1890-tal.  Den tomma fabriksbyggnaden brann ner 27 september 1894.  Koboltoxid var en dyrbar produkt som användes som blått färgämne, koboltblått, i glas och porslinstillverkning. Produkten exporterades till bland annat Japan och Kina.